# Chagnon
Chagnon é uma comuna francesa na região administrativa de Auvérnia-Ródano-Alpes, no departamento de Loire. Estende-se por uma área de 2,48 km². Em 2010 a comuna tinha 517 habitantes (densidade: 208,5 hab./km²).